# Paulo de Campos Porto

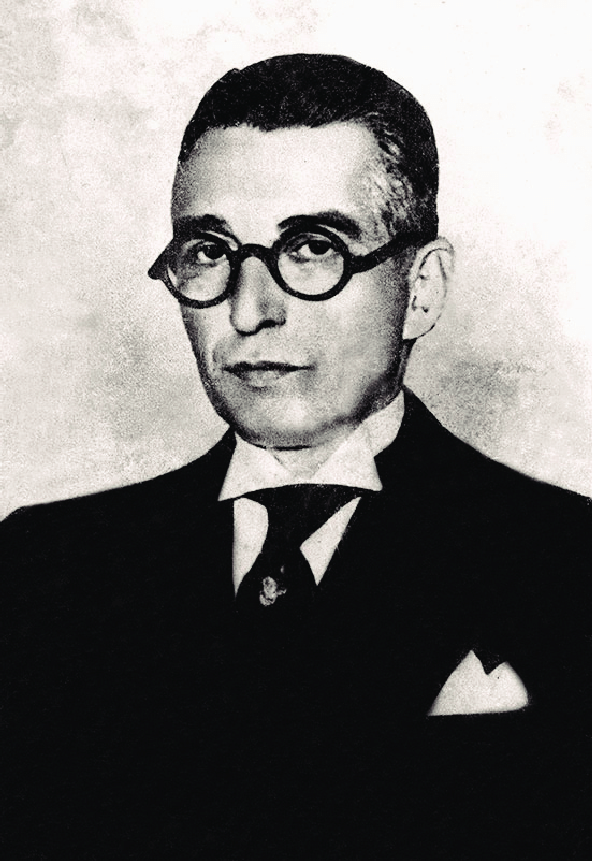
(acervo da família Rocha Fragoso)

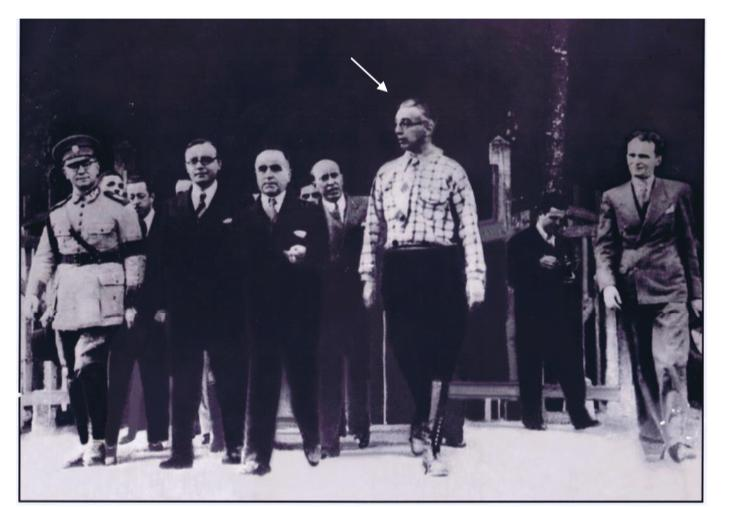
Paulo de Campos Porto ao lado de Getúlio Vargas e do Ministro da Agricultura Odilon Braga, durante a inauguração do Parque Nacional do Itatiaia/RJ (24.6.1937).

PAULO CAMPOS PORTO  (1889 - 1968), botânico brasileiro, nascido em Minas Gerais, foi Secretário de Agricultura do Estado da Bahia (1942 a 1945), diretor do Jardim Botânico do Rio de Janeiro em duas gestões e diretor do Instituto de Biologia Vegetal do Ministério da Agricultura. Neto de João Barbosa Rodrigues. Teve duas filhas: Stella Sá Franco de Campos Porto que casou-se com Luis Felipe da Rocha Fragoso e Flora Castaño Ferreira, conhecida como "florita do Itatiaia". Campos Porto publicou muitos trabalhos em conjunto com Alexander Curt Brade, com quem estabeleceu os seguintes gêneros de Orchidaceae: Duckeella, Pseudolaelia, Pygmaeorchis, Pleurothallopsis, Thysanoglossa. 

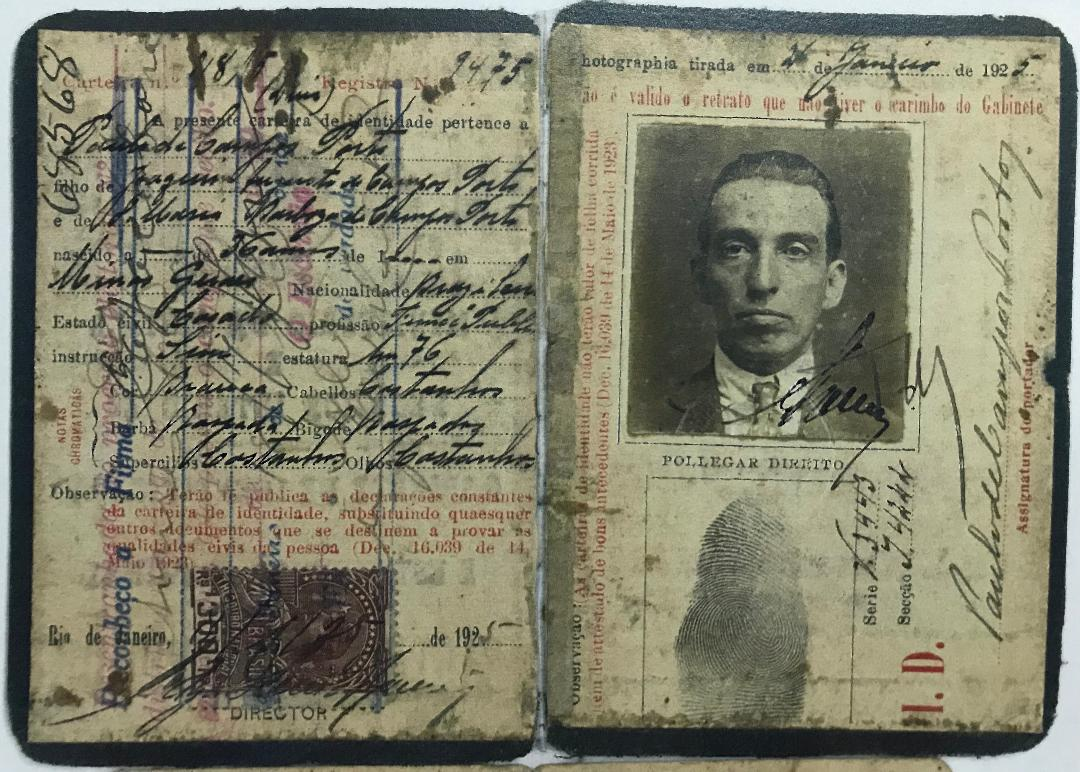
Acervo da família Rocha Fragoso

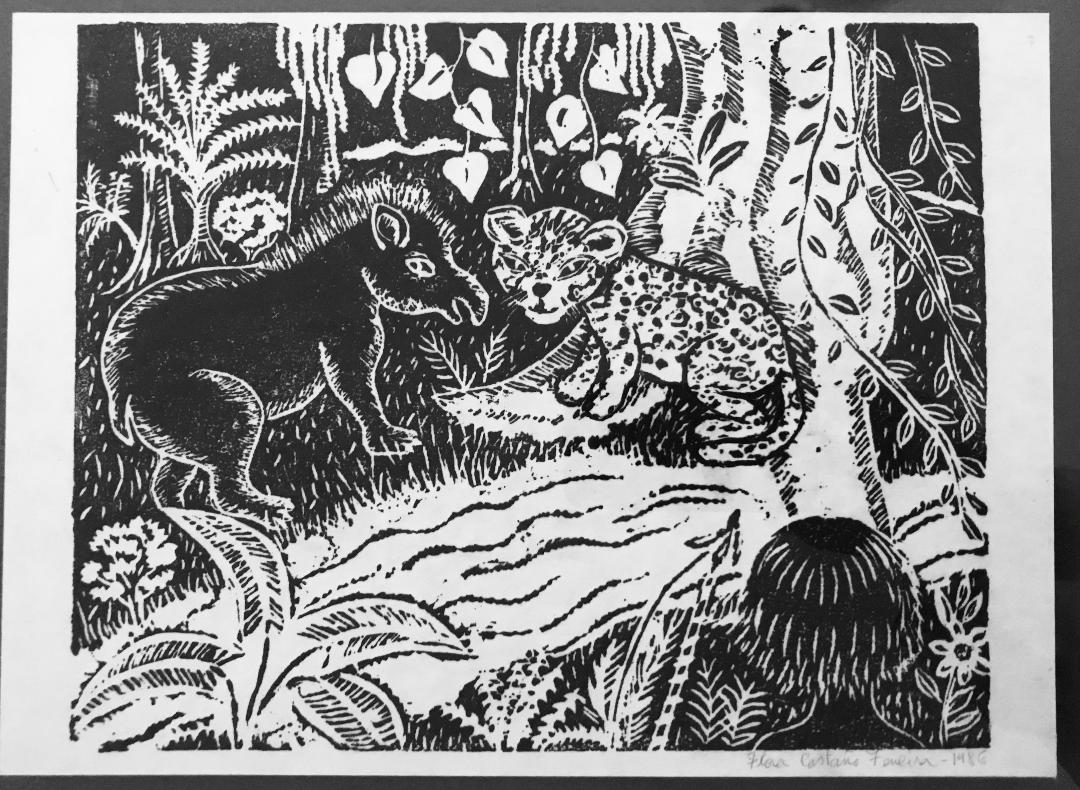
Xilogravura de Flora Castaño Ferreira (1986), codinome "florita do Itatiaia", filha de Paulo de Campos Porto.

"Campos Porto, foi um excelente gestor e para tanto audacioso e em 1954 declarou: (...) Consegui, Deus sabe à custa de quantas penas, fundar a Estação Biológica de Itatiaia, em 1929, no governo Washington Luiz. Fundei-a fora da lei e quase contra ela. Fundei-a praticamente sem recurso ou amparo oficiais, o que me forçou a apelar para amigos a fim de que não interrompessem por falta de recurso, os trabalhos de caracterização zoológica e florística da região”." (Ingrid Fonseca Casazza) 